# أرلا (لغة برمجة)
أرلا (بالإنجليزية: ARLA)‏، هي لغة برمجة مختصة بالروبوت، ظهرت في الولايات المتحدة في عام 1988.

## روابط خارجيّة
- لغة أرلا.[وصلة مكسورة]